# Powerset
Powerset 是一家位于加州圣弗朗西斯科的公司，正在开发互联网上的自然语言搜索引擎。
Powerset致力于构建一个能回答用户问题的自然语言搜索引擎(区别于基于关键字的搜索)。举个例子，当用户输入一个问题，"Which United Statesstate has the highest income tax?"，通常搜索引擎会忽略掉疑问词，进而使用关键字 "state"、 "highest"、"income"和"tax"来搜索。Powerset与之不同，它试图通过自然语言处理来理解问题的本质，并返回含有答案的网页。
现在，这家公司正在"构建一个能读入和理解Web所有句子的自然语言搜索引擎"。 这家公司从PARC, 之前的Xerox 帕羅奧多研究中心取得自然语言技术的授权。
2008年5月11日，这家公司开放了一个搜索维基百科特定的部分页面的小工具，它使用常用的语句而不是关键字。
2008年7月1日，微软签署协议收购了Powerset。

## Powerlabs
通过beta测试方式，2007年9月17日，Powerset开放了一个叫Powerlabs的在线社区 。 Business Week说，"这家公司希望这个网站能够集合数千人来帮助构建和改进它的搜索引擎，以迎接来年的公开服务。" 。 纽约时报说: "[Powerset Labs]比大多数软件项目的alpha测试和beta测试更进一步，别的软件项目把产品放在严苛的环境下工作以便找出其漏洞，Powerset还没有一个产品，它是一个自然语言技术的集合， 这些技术来自于Xerox PARC数年的研究成果。"
Powerlabs的初始搜索结果来自维基百科。

## 人物

### Barney Pell
Barney Pell (1968年3月18日出生于加州Hollywood)，是Powerset的创始人和CTO。Pell于1989年在斯坦福大学获得符号系统（symbolic systems）的学士学位，本科期间完成了Phi Beta Kappa，并且是一名National Merit Scholar。1993年，Pell在剑桥大学获得计算机科学专业的博士学位，攻读博士期间他是Marshall Scholar。他曾在NASA工作。